# Балка Куца (притока Інгулу)
Балка Куца — балка (річка) в Україні у Новобузькому районі Миколаївської області. Ліва притока річки Інгулу (басейн Чорного моря).

## Опис
Довжина балки приблизно 21,26 км, найкоротша відстань між витоком і гирлом — 16,92  км, коефіцієнт звивистості річки — 1,26 . Формується декількома струмками та загатами. В переважній більшості ділянок балка пересихає.

## Розташування
Бере початок на північно-східній околиці міста Новий Буг. Тече переважно на південний захід і на південно-західній околиці села Вівсянівка впадає у річку Інгул, ліву притоку річки Південного Бугу.

## Цікаві факти
- У місті Новий Буг балку перетинає автошлях Р55[3] (автомобільний шлях територіального значення в Одеській та Миколаївській області. Проходить територією Березівського, Одеського, Веселинівського, Вознесенського, Єланецького та Новобузького районів через Одесу — Доброслав — Веселинове — Вознесенськ — Єланець — Новий Буг. Загальна довжина — 205,8 км.).
- На балці існують водокачки, газгольдер та газова свердловина[2].